# クルアーン主義
クルアーン主義 または「コーラン主義」（アラビア語: قرآنيون; Qur'āniyyun,「クルアーンの徒」） とは、イスラム法とムスリムの行動規範はクルアーンにのみ基づくべきという思想である。これはハディース文学の宗教的権威、合法性、および信憑性を完全に（または部分的に）否定するハディース批判に基づく考え方である。クルアーン主義者によれば、クルアーンにおける神の教えはそのままで明確かつ完全であり、したがって、預言者ムハンマドの死後200年が経ち収集・創作されたハディースを参照せずとも完全な理解が可能であると主張する。
クルアーン主義者がハディースの徒と見解を異にするのは、信仰、法学、および実践の問題において、ハディースをイスラムにおける権威とは見なさない点である。イスラム教の各宗派においては、それぞれが自らの宗派を正当化する独自のハディース集を持つが、クルアーン主義者は聖典としてのハディースをすべて拒否し、ハディース集を一切持たない。
クルアーン主義は、トーラーのみを権威とするユダヤ教のカライ派運動や、プロテスタントの「聖書のみ」運動など、他のアブラハムの宗教の運動とも通底する。

## 呼称
クルアーン主義者たちは、ハディースを信奉する伝統主義イスラム教徒とは区別され、「クルアーニスト」（英語:「Quranist」、アラビア語: قرآنيّون ）または「改革派」「革新主義」等と呼ばれるものの、クルアーン主義者ら自身は、そうした呼称を否定し、自らを単に「イスラム教徒」または「ムスリム」と呼ぶことを好む傾向にある。

## 信条
クルアーン主義者は、クルアーンがイスラム教の法と規範における唯一の法源であると信じており、ハディースやスンナのような後世の初期イスラム王朝時代に由来する情報源の権威を否定する。そして、6章38節、6章112–116節、45章6節のようなクルアーンの章句を引用し、クルアーンが明確かつ完全であり、ハディースやスンナに頼ることなく的確にイスラムを理解できるとする。したがって、彼らはクルアーン自体を用いてクルアーンを解釈する。 
“...（クルアーン主義者らは、）クルアーンを歴史と伝統のレンズを通して屈折させることなく、現代的な視点から、テキストに忠実な全体観的な分析を行い、注釈学的原則であるタフシール・アル＝クルアーン・ビ・アル＝クルアーン（クルアーンを用いたクルアーン解釈の原則）、そして法学的原則であるアスル・ビ・アル＝カラーム・アル＝ハキーカ（語句は基本的に文字通りの意味である原則）を適用する。” 
上記のように、クルアーン主義におけるクルアーンの解釈方法は、タフスィール・ビ・アル＝マアスール（ハディースを用いてクルアーンを解釈する方法）として知られる、スンニ派とシーア派の注釈学者が用いる方法とは大きく異なる。クルアーン主義とは対照的に、スンナ派ではクルアーンが完全に詳細を網羅する書であるとは信じられておらず、スンナ派は「スンナがクルアーンを必要とするよりも、クルアーンはスンナを必要としている（inna al-Quran ahwaju ila al-sunna mina al-sunna ila al-Quran）」と主張する。こうした方法論の違いは、イスラム神学およびイスラム法学の問題において、クルアーン主義とスンナ派およびシーア派の間に大きな相違をもたらしている。
例えば、ムハンマドの死後直後の数世紀、ハディースを拒否したイスラム教徒たちはクルアーンの章句廃棄・変更説（Naskh) を受け入れなかった。8世紀のクーファのイスラム学者ディラール・ブン・アムル（Abū ʿAmr Ḍirār ibn ʿAmr al-Ghaṭafānī al-Kūfī）によるハディース拒否は、ダッジャール（偽メシア） 、墓の処罰、およびシャファーア（神への執り成し）といったハディースに基づく信条の否定につながった。また、20世紀初頭のエジプトの学者ムハンマド・アブー・ザイドは、ハディースに基づくクルアーン注釈を拒否し、イスラー・ミウラージュ（夜の旅と昇天）の一般的解釈を否定している。 1930年に発表された、彼の合理主義的なクルアーン注釈書『Al-hidaya wa al-'Irfan fi tafsir al-Qur'an bi al-Qur'an （クルアーンを用いたクルアーン解釈の導きと教示）』では、クルアーン自体を使用してクルアーンを解釈し、17章1節はヒジュラへの言及であり、イスラー・ミウラージュではないと主張した。
サイイド・アフマド・カーンは、クルアーンは社会的な重要性が高いものの、ハディースに頼り依存することは、クルアーンの大きな可能性が特定の文化的・歴史的状況に限定されてしまうと主張した。
クルアーン主義者がハディースとスンナの権威を拒否する程度は様々であるが 、より確立されたグループはハディースの権威を徹底的に批判し、多くの理由でそれを拒否している。その最も一般的な見解としては、クルアーンにおいてはハディースの存在がイスラム神学と実践的崇拝の法源として一度も指定されていないというものであり、ムハンマドの死後100年以上書面で記録されておらず 、内部にも誤りや矛盾が含まれているというものである。
スンナ派のイスラム教徒にとり、「スンナ」つまり「（預言者の）伝統」は、イスラム法における主要な法源の内の一つである。ただ、クルアーンにはムスリムが預言者に従うことを勧める章句があるものの、「スンナ」というアラビア語は、ムハンマドのスンナや他の預言者たちのスンナに倣えと取れる形としては、一度も現れない。スンナという用語は、クルアーン内では「スンナ・アッラー」（神の伝統） を含め数回登場し、ハディースの信奉者が常々使用する「スンナ・アン・ナビー」（預言者の伝統）の語句は一度も登場しない。

## 歴史

### 初期イスラム教

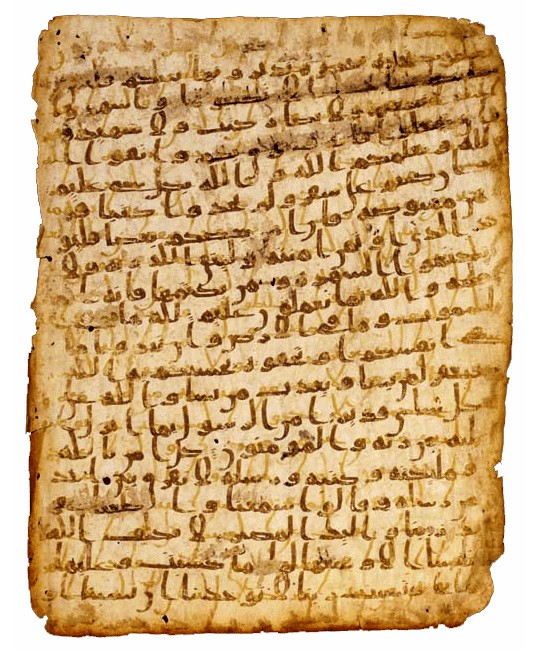
ベラムに記された7世紀のクルアーン。

クルアーン主義者は、ムハンマドの時代において、ハディースの記録はクルアーンとの混同を防ぐため、その記録行為は一切禁止されていたとする。ムハンマドの教友の一人であるウマルも、カリフとしての統治中にハディースの記録を禁止しており、既存の記録を破棄したことで知られている。 ウマルはクーファ知事を任命した際、こう発言したことで知られている。「あなたは、クルアーンを朗誦する音が、あたかも蜂の羽音のように響き渡る町に行き着くだろう。ハディースで彼らの気をそらして、彼らを巻き込んではならない。クルアーンを剥き出しにし、神の使徒の伝統を語ってはならない」。
しかしその後、ウマルが述べたクーファの宗教生活におけるクルアーンの中心的役割は急速に変化する。その数十年後、ウマイヤ朝のカリフであるアブドゥルマリク・ブン・マルワーンに対し、クーファの民に関するこのような書簡が送られた。「彼らは主の裁きを放棄し、ハディースを宗教として組み込み、クルアーン以外の知識を得たと主張している。. . . 彼らは、人の手で書かれた、神からのものではない書物を信じ、それらを神の使徒に関連付けたのだ。」
その後の数年間で、本来禁止されていたハディースの記録と、その宗教的権威としての台頭により、ウマイヤ朝のカリフだったウマル2世（ウマル・ブン・アブドゥル＝アズィーズ）は、初のハディースの公式編纂を命じるまでとなった。アブー・バクル・ブン・ムハンマド・ブン・ハズム（Abu Bakr ibn Muhammad ibn Hazm）、そしてイブン・シハーブ・アル＝ズフリー（Ibn Shihab al-Zuhri）は、ウマル2世の要請によりハディースを著した学者であった。
このようなハディース許容への傾向も見られたものの、ハディース権威への懐疑的態度や、ハディース批判はアッバース朝時代にも根強く継続し、「アハル・アル・カラーム（Ahl al-Kalam）」として知られる集団は、ムハンマドが預言者としてもたらした模範とは、ハディースではなく「クルアーンのみに従うことにある」と主張した。

### 19世紀
19世紀の南アジアでは、ハディースを重視しすぎるアーレ・ハディース（Ahle Hadith）に反発して、アーレ・クルアーン運動（Ahle Quran）が起こった。南アジアのアーレ・クルアーン信奉者の多くは、以前はアーレ・ハディースを信奉していたが、ある種のハディースは到底受け入れることができないことに気付いた。 アブドッラー・チャクララウィ、クワジャ・アフマド・ディーン・アムリトサリ、チラーグ・アリ、アスラム・ジャイラジプリは、当時インドでクルアーン主義の信仰を公布した人々の代表格だった。

### 20世紀
20世紀初頭のエジプトでは、ムハンマド・アブドゥフによる改革主義的な思想が、ムハンマド・タウフィーク・シドキーのような思想家を生み出し、こうしたクルアーン主義者らの思想は、クルアーン重視をしつつ、特に盲従主義（タクリード）を否定するものであった。エジプトのムハンマド・タウフィーク・シドキーは、「ハディースが記録されたのは、多くの不合理な、あるいは堕落した伝承が入り込むのに十分な時間が経過してからである」とした。また、ムハンマド・タウフィーク・シドキーは、エジプトの『アル・マナール』誌に掲載された『Al-Islam Huwa al-Qur'an Wahdahu（「イスラムとはクルアーンのみである」）』という論文で、クルアーンはそれのみで導きとして十分であると結論付けている。「人間に義務づけられていることは、神の書物を超えることではない。もし、クルアーン以外のものが宗教に必要であれば、預言者はその記録を書面で命じ、神はその保存を保証したであろう」とシドキーは指摘する。
イランにおいても、エジプトのムハンマド・アブー・ザイドやアハマド・スブヒー・マンスールのように、クルアーン主義の思想を採用した改革派の学者の中に、伝統的な高等教育機関の出身者がいた。Shaykh Hadi Najmabadi、Mirza Rida Quli Shari'at-Sanglaji、Mohammad Sadeqi Tehrani、Ayatollah Borqeiなど、ナジャフとコムの伝統的なシーア派の大学で教育を受けた彼らは、これらの大学で教えられていたイマームザーデの崇拝やラジャアの信仰などのシーア派の伝統に基づく信念・慣習は、非合理的で迷信的なものであり、クルアーンには何の根拠もないと考えた。そして、ハディースのレンズを通してクルアーンを解釈するのではなく、クルアーンを使ってクルアーンを解釈した（tafsir al-qur'an bi al-qur'an）。こうした改革派の思想は、アヤトラ・ホメイニのような伝統的なシーア派の学者からの批判を招き、ホメイニは著書『Kashf al-Asrar』の中で、Sanglajiをはじめとする改革派の批判に反論した。また、イラン革命直後に厚生省の副大臣や教育省の大臣代理を務めたイラン系アメリカ人のAli Behzadniaのように、一般のムスリムの間でもクルアーン主義を中心とする思想が広まった。彼はイラン政府は非民主的であり、「クルアーンのイスラム」とは全く異なると批判している。

## 現代イスラム圏におけるクルアーン主義

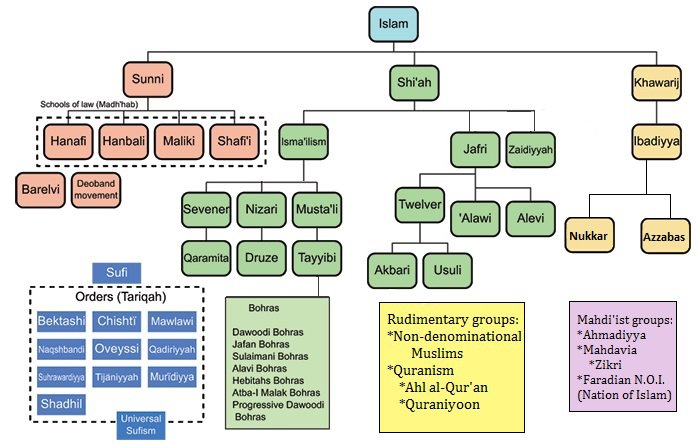
スンナ派、シーア派、イバード派、クルアーン主義、反宗派主義ムスリム、アフマディーヤ、スーフィズムの枝を示す図。

21世紀に入り、インターネットの普及と共に、イスラム圏各国でクルアーン主義の思想が広まりつつある。しかし、スンナ派の法学をシャリーア法として採用する国では、信者がその思想を敵視することもしばしばある。例えば、サウジアラビアの学者 ハサン・アル＝マーリキー は、政治改革とクルアーンへの回帰を訴えて何度も逮捕された。サウジアラビアでは2009年1月から、「テロと国家安全保障」に関する事件を扱うために特設されたリヤドの特殊刑事裁判所で、研究者を起訴し初めている。2019年、サウジ国王に直結している検察は、ハサン・アル＝マーリキー の宗教観に嫌疑をかけ、その「過激な解釈」に対する判決を下すよう裁判所に要求している。 サウジアラビアの知識人である Abdul Rahman al-Ahdal も、ハディースを捨ててクルアーンに回帰するよう提唱し続けている。また、エジプトやスーダンでは、クルアーン主義者がその思想のため逮捕されている。
シリアのイスラム学者であるムハンマド・シャフルールは、ハディースには宗教的価値がなく、クルアーンがムスリムの唯一の法源であるべきだと主張した。
ロシアでは、クルアーン主義の広がりがスンナ派権威の怒りを買っている。ロシア・ムフティー評議会は、ロシアにおけるクルアーン主義とその指導者たちに対してファトワーを発行した。しかし、このファトワーで言及されているクルアーン主義者とされるリーダーの一人であるロシアの哲学者Taufik Ibragimは、自らの信念はどちらかといえばジャディード運動の伝統に近いものの、ロシアでは2つの思想の間に関連性があると主張している。
トルコでは、宗務庁Diyanetによるクルアーン主義者の信条への批判に対抗し、クルアーン主義者らがソーシャルメディアで反論している。また、Yıldız工業大学の教授であり、ハーバード大学とケンブリッジ大学で客員教授も勤めるジャネル・タスラマンは現代科学 ・哲学・宗教の関係性に着目した研究で有名で、日本語でも「イスラムと女性」「テロとジハードのレトリック」「道徳・哲学・神」などの著作を持つことで知られる。
南アフリカでは、オックスフォード大学出身のイスラム学者 Taj Hargeyが「オープン・モスク」を設立した。その名の通り、Hargeyはこのモスクを、伝統的にスンナ派やシーア派のモスクにおいて敬遠されてきた女性などの層にも開かれたものにしようと考えたのである。Hargeyは、このモスクの理念を「クルアーンを中心とした男女平等、無宗派、異文化交流、そして独立の場」と表現している。

## 代表的運動

### Ahle Quran
Ahle Quranは、インドにおいてAbdullah Chakralawiによって結成された組織である。彼はクルアーン39章23節に基づき、クルアーンそのものを「Ahsan Hadith」（最も完璧なハディース）と表現し、結果としてクルアーンには何の追加も必要ないと主張した。彼の運動は、クルアーンの章句に完全に依存している。Chakralawiの立場は、クルアーンそのものが最も完璧な伝統の源であり、排他的に従うことができるというものであった。Chakralawiによれば、ムハンマドが受け取ることのできる啓示（wahy）は一つだけであり、それはクルアーンである。クルアーンは、神の叡智の唯一の記録であり、ムハンマドの教えの唯一の源泉であり、後世に出てきたハディースの全集に取って代わるものであると主張する。

### Izgi Amal
これはカザフスタンのクルアーン主義者の組織である。キリル文字の名前「Ізгі амал」をラテン文字に訳すと「İzgi amal」となる。推定7万から8万人の会員を擁する。リーダーのAslbek Musinは、Aslan Musinという元Majlis議長の息子である。

### Kala Kato
Kala Katoは、ナイジェリア北部を中心に活動するクルアーン主義者の運動であり 、一部の支持者はニジェールにも居住している。Kala Katoとは、ハウサ語で「人が言った」という意味で、ムハンマドの死後に伝えられた言行録（ハディース）のことを否定的に指す。Kala Katoは、クルアーンのみを権威あるものとし、ハウサ語で「神の言葉」を意味するKala Allahでないものは、すべてKala Katoであると信じる。

### Malaysian Quranic Society
The Malaysian Quranic Societyは、Kassim Ahmadによって設立された。この運動は、スンナ派やシーア派とは異なるいくつかの立場を持っている。例えば、クルアーンに記載がないことから、髪の毛がアウラ（恥部）の一部であるという解釈を否定し、ヒジャーブの着用の義務を緩和している。

### Quran Sunnat Society
The Quran Sunnat Societyは、インドのクルアーン主義者の運動である。この運動は、インドで史上初めて女性が信徒の合同礼拝を先導した集団である 。ケーララ州内に事務所と本部を置く。ケーララ州にはクルアーン主義者の大規模なコミュニティが存在し、リーダーの一人であるJamida Beeviは、スンナ派のMuslim Personal Law (Shariat) Application Act, 1937を主な根拠とするインドのトリプル・タラーク法（夫主導による強制離婚）に反対の立場を表明している。インドにおけるQuran Sunnat Societyの最も顕著な前身は、19世紀にサイイド・アフマド・カーンが提唱した見解にある
。

### Submitters
The Submittersは、エジプト系アメリカ人のラシャード・ハリーファが米国で始めた運動である。この運動では、「クルアーン、クルアーン全体、そしてクルアーン以外の何ものでもない（”The Quran, the whole Quran, and nothing but the Quran”）」という言葉を広めた。彼らは、クルアーンが「19」という数字に基づいた数学的構造を持つと唱える。この思想に異議を唱える者もおり、1990年、ハリーファはスンナ派グループ「Jamaat ul-Fuqra」関係者に暗殺された。ハリーファの考えに影響を受けた人々の中には、Edip Yuksel、Ahmad Rashad 、ナイジェリアの高等裁判所判事、Isa Othmanが含まれる。

### Tolu-e-Islam
この運動を始めたのは、パキスタンのGhulam Ahmed Pervezである。Ghulam Ahmed Pervezはすべてのハディースを否定したわけではないが、「クルアーンに沿ったもの、あるいは預言者やその教友の人格を汚さないもの」のみを受け入れた。この組織は、Pervezの教えをまとめた本、パンフレット、および録音物などを発行・配布している。 Tolu-e-Islamはいかなる政党にも属しておらず、いかなる宗教団体や宗派にも属していないと主張する。

### Süleymaniye Vakfı
この運動を始めたのは、トルコの神学教授であるAbdülaziz Bayındırである。この組織は、トルコ宗教局（Diyanet）に公然と異議を唱えており、トルコのスンナ派とは異なる立場をとる。彼らはほとんどすべてのハディースを否定し、それらが真正ではないと主張し、宗教的な権威を持たないとしている。組織のマニフェストには、「我々は伝統主義の虚偽に対抗し、クルアーンのみを元にファトワを出し続ける」と書かれている。

## 著名なクルアーン主義者
- ジャマール・アル・バンナー（1920–2013）はエジプトの作家であり、ムスリム同胞団の創設者であるハサン・アル・バンナーの末弟である[68]。
- Mohamed Talbi（1921–2017）、チュニジアの歴史家および教授。彼は、Association Internationale des Musulmans Coraniques（AIMC）、または国際クルアーンイスラム教徒協会の創設者である[69][70]。
- カースィム・アフマド（1933–2017）は、ハディースの権威を否定したことで知られるマレーシアの知識人、作家、詩人、教育者[71][72]。マレーシア・クルアーン協会の創設者である[73]。1976年に「共産主義的思想がある」として逮捕され、1981年に釈放された。彼は死の際、クルアーンのマレー語翻訳に取り組んでいた[74]。
- ラシャード・ハリーファ（1935–1990）は、エジプト系アメリカ人の生化学者およびイスラム改革者。国連の工業開発機関で化学者として働いた経験を持つ。彼の著書「クルアーン、ハディース、そしてイスラム」と自身が訳したクルアーン英訳の中で、ハリーファはクルアーンこそがイスラムの信仰と実践の唯一の源泉であると主張した[2]。彼は1990年にスンナ派伝統主義者によって、モスクでの早朝の礼拝時に刺殺されている。
- Chekannur Maulavi（1936年–1993年7月29日失踪）、インド、ケーララ州のマラップラム地区のエダパルに住んでいたイスラム聖職者。そのクルアーンだけに基づいたイスラムの、物議を醸す型にはまらない解釈で有名である。彼は1993年7月29日に忽然と姿を消し、現在は死亡していると広く信じられている[75]。
- ムハンマド・シャフルール（1938-2019）は、シリア出身の哲学者・著者。彼によるとイスラムが設けるのは法律（シャリーア）ではなく、人間が 「可能な限りの自由 」を享受するための制限（フドゥード）であるとする。
- アフマド・スブヒー・マンスール（1949年–）は、エジプト系アメリカ人のイスラム学者[76]。クルアーン主義者の小グループを結成したものの、エジプトから追放され、現在は政治難民として米国に住んでいる[77]。
- アフマド・ラシャード（1949–）は、アメリカのスポーツキャスター（主にNBC Sports ）、元プロサッカー選手。アフマド・ラシャドは、彼の師であるラシャード・ハリーファと共にアラビア語とクルアーンを学んだ[59][78][79]。
- Yaşar Nuri Öztürk（1951–2016）は、トルコの大学教授（イスラム神学）、弁護士、コラムニスト、またトルコ議会の元メンバー[80][81]。彼は、トルコ、アメリカ、ヨーロッパ、中東、バルカン半島でイスラム思想、人類、人権に関する多くの会議を行ってきた。 1999年、 Great Eastern Islamic Raiders' Front（トルコ語でİBDA-Cと略される）と呼ばれる過激派グループのメンバーが、実行されなかった暗殺計画を告白 [82]。Öztürkは、胃がんのため2016年に死去 [83]。
- Edip Yüksel（1957–）は、クルド系アメリカ人の哲学者、弁護士、クルアーン主義の提唱者。 Nineteen: God's Signature in Nature and Scripture、Manifesto for Islamic Reform、Quran: A Reformist Translation などの著者である。ピマ・コミュニティ・カレッジでは哲学と論理学を、ブラウン・マッキー・カレッジでは医療倫理と刑法を教えた[22][84]。
- Mustafa İslamoğlu（1960–）、トルコの神学者、詩人、作家。彼は伝統主義を超えた論理を展開し、捏造疑惑のある特定のハディースの権威を否定したためトルコで批判され、殺害の脅迫を受けた[85][86]。
- イルシャード・マンジー（1968–）は、カナダの教育者であり作家。ウガンダ生まれでエジプト系の母とインド系の父を持つ。30言語に翻訳された、The Trouble with Islam Today で有名。米Ms. Magazineより21世紀のフェミニスト賞を受賞。
- ジャネル・タスラマン（1968–）は、トルコの学者。ハーバード大学とケンブリッジ大学で客員教授を勤め、現代科学 ・哲学・宗教の関係性に着目した研究で有名。日本語でも「イスラムと女性」「テロとジハードのレトリック」「道徳・哲学・神」などの著作を持つクルアーンの専門家であり、ビッグバン理論とクルアーンの数学的構造に関する研究で知られる [87]。
- ハサン・アル＝マーリキー（1970–）は、サウジアラビアの作家・研究者・歴史家・イスラム学者であり、異端的思想を持つとしてサウジ当局により訴訟中。アル＝マーリキーの思想はクルアーン主義[88]、穏健派・寛容派であり、暴力的で厳格なタクフィール主義のイデオロギーに反対するものであると言われている [89]。イスラムの信条及びイエメン軍事介入を批判したとして、2017年以来サウジ当局により無期限勾留中。
- [Note 1]